# The Elder Scrolls IV: Knights of the Nine
The Elder Scrolls IV: Knights of the Nine è la prima espansione del videogioco The Elder Scrolls IV: Oblivion che aggiunge una nuova linea di missioni, nemici e nuove aree esplorabili.
Inizialmente era stato ideato come contenuto esclusivo della versione PlayStation 3 di Oblivion, poi è invece stato pubblicato anche per Microsoft Windows (sia in versione scaricabile sia acquistabile in supporto fisico) e per Xbox 360 tramite Xbox Live Marketplace.

## Trama
Dopo aver installato l'espansione un messaggio avverte che un profeta sta predicando fuori dalla cappella di Anvil in merito all'attacco a quest'ultima. Il profeta informa di una imminente apocalisse e del ritorno del mezzo-elfo Umaril l'implume, che vuole vendicarsi della sconfitta subita secoli or sono da parte di Pelinal Whitestrake il divino crociato, ma parla anche della reincarnazione di quest'ultimo e invita il giocatore a recuperare le reliquie del crociato. Prima di incamminarsi alla ricerca delle reliquie bisogna recarsi in pellegrinaggio negli antichi altari dei nove divini; durante il pellegrinaggio si può incontrare il cavaliere Roderic, anch'egli impegnato nella ricerca delle reliquie, accompagnato dal suo scudiero Lathon. Una volta completato il pellegrinaggio il giocatore è trasportato nei piani eterei, dove dopo un breve discorso con Pelinal che lo indirizza nel santuario di Vanua, dove recupera l'elmo del crociato e degli oggetti dal cadavere di Sir Amiel, bisogna prendere il diario (che a sua volta indirizza nel Priorato dei Nove) e l'anello, che permette di accedere ai sotterranei del priorato.
Una volta dentro i sotterranei del priorato bisogna affrontare i fantasmi dei vecchi cavalieri dell'ordine; dopo averli sconfitti si ottiene la corazza del crociato e i fantasmi indirizzeranno nei luoghi dove sono gli stivali, la mazza, i guanti e lo scudo del crociato. Le missioni non hanno un ordine, ma bisogna recuperare prima gli stivali e poi la mazza. Una volta tornati al priorato il giocatore trova molti cambiamenti: Lathon informa della morte di Roderic per mano dello spettro di Lord Berich che è in possesso della spada e dei gambali (che Lathon è riuscito a rubargli e ora vi porge). Affrontato lo spettro di Lord Berich a Underpall e recuperata la spada, bisogna purificarla all'altare di Arkay a Cheydinhal. Tornando al priorato si trova il profeta che incoraggia le truppe prima dello scontro finale con Umaril e che dà al giocatore il modo di sconfiggerlo con la benedizione di Talos. Garlas Malatar è l'obiettivo: quando i cavalieri sono radunati bisogna andare all'attacco fino ad arrivare a una sfera luminosa che è necessario distruggere per poter arrivare a Umaril. Una volta sconfitto la benedizione di Talos permette di raggiungerlo sui piani eterei e ucciderlo.

## Personaggi

### Pelinal Whitestrake
Pelinal Whitestrake è un leggendario guerriero; viene nominato per la prima volta dal profeta dinanzi alla cappella di Dibella nella città portuale di Anvil.
Pelinal era, senza ombra di dubbio, la nemesi di tutta la razza elfica che popolava la regione di Cyrodill nella Prima Era. Sebbene gli Elfi lo considerassero un flagello, il suo stesso nome proveniva dalla loro lingua: Pelin-Ei, ovvero "cavaliere delle stelle". La sua missione, benedetta dagli Otto Divini che gli avevano fatto dono di un'armatura sacra potentissima, era quella di aiutare la regina schiava Alessia e il suo compagno Morihaus, l'uomo-toro, a liberare la razza umana dall'oppressione degli Ayleid. Per fare ciò egli uccise i re-stregoni degli elfi, cogliendoli di sorpresa nelle loro fortezze in scontri aperti e privando gli eserciti Ayleid dei loro capi militari. Le forze elfiche venivano così inevitabilmente sconfitte in battaglia dalle armate ribelli di Alessia e di Morihus.
Seguendo il suo piano Pelinal uccise molti principi elfici tra cui re Haromir, re Gordhaur il forgiatore e il re del fuoco Hadhuul, permettendo ai suoi compagni di conquistare l'intero bacino orientale di Cyrodill. Tuttavia gli uomini di Cyrodill attribuiscono a Pelinal anche molte altre imprese ai danni degli Ayleid, tra cui si ricorda il suo viaggio nell'Oblivion per recuperare le mani dei Mille Forti della tribù umana di Sedor, rubate molti anni prima dagli elfi e il suo eroico cammino per portare Morihaus da Zuathas il Saggio affinché curasse le ferite dell'amico. Poi giunse l'assedio della torre di Oro Bianco, il cuore del dominio elfico, dove gli Ayleid si erano radunati per dar battaglia. Qui elessero come loro campione il semi-elfo Umaril l'Implume e per la prima volta fu Pelinal a essere sfidato in combattimento. Qui il guerriero riuscì a sconfiggere il malvagio campione, ma fu smembrato in otto parti dagli ultimi re Ayleid sopravvissuti. Grazie ai suoi sforzi Alessia riuscì a liberare gli uomini e a fondare il Primo Impero cyrodillico.